# فنسنت بندكس
ڤنسنت بندكس Vincent Hugo Bendix (عاش 1882 – 1945م) مخترع أمريكي اشتهر على وجه الخصوص باختراعه ناقل الحركة المسمى على اسمه الذي بإمكانه التعشيق مع المحرك عند سرعة دوران صفر، ثم (بمساعدة a solenoid يحرك العمود المركب عليه الترس) ينسحب راجعاً ليفك التعشيق آلياً عند زيادة السرعة (اسمياً سرعة تشغيل المحرك). وقد جعل هذا الناقل البادئ الكهربائي عملياً لمحركات السيارات ولاحقاً للمحركات في الطائرات العربات ذات المحركات الأخرى.
كان بندكس أول من صنع كميات تجارية من أجهزة المكابح التي تعمل على أربعة إطارات في الولايات المتحدة. كما ضم العديد من الشركات المختلفة تحت اسم شركة بندكس الجوية (تسمى الآن شركة بندكس، هحدى شركات هني‌ول).
وفي عام 1942م، استقال بندكس من تلك الشركة ثم أسس شركة بندكس للطائرات المروحية لتصميم وتصنيع ذلك النوع من الطائرات. كما أسس أيضًا سباق درع بندكس وقام بإهداء درع بندكس للفائزين به.
وُلد بندكس في مولين، إلينوي بالولايات المتحدة لقس سويدي وزوجته السويدية.

## الهامش
1. ↑  The Bendix Story(from materials submitted by Rita F. Adrian) نسخة محفوظة 03 يناير 2018 على موقع واي باك مشين.
2. Vincent Bendix. Enshrined 1991( National Aviation Hall of Fame, Inc.)   نسخة محفوظة 9 ديسمبر 2008 على موقع واي باك مشين.
3. Bendix Brakes, History [وصلة مكسورة] نسخة محفوظة 11 أغسطس 2013 على موقع واي باك مشين.
4. Vincent Bendix. 1882 - 1945  (The Automotive Hall of Fame) نسخة محفوظة 27 مارس 2016 على موقع واي باك مشين. [وصلة مكسورة]

## للاستزادة
- Cunningham, Mary, with Fran Schumer, Powerplay: What Really Happened at Bendix (Linden Press/Simon and Schuster, 1984)
- Garraty, John A., and Mark C. Carnes, American National Biography (Oxford University Press, 1999)
- Hallett, Anthony and Diane Hallett Entrepreneur magazine encyclopedia of entrepreneurs (Wiley. October 24, 1997)

## وصلات خارجية
- Rites for Vincent Bendix(New York Times. April 1, 1945)